# ロジェ・レーナルト
ロジェ・レーナルト（Roger Leenhardt、1903年7月23日 - 1985年12月4日）は、フランスの映画監督、翻訳家、脚本家、プロデューサー、映画理論家。批評家アンドレ・バザンにすら多大なる影響を与えた彼は、1930年代 - 1940年代映画界の持ち得えた偉大なる知性であり、ヌーヴェルヴァーグの精神的な父親と看做されている。

## 来歴・人物
- 1903年7月23日、南仏・エロー県のモンペリエのプロテスタント系ブルジョワの名家に生まれる。パリのソルボンヌ大学で哲学と文学を修めた。従弟に録音技師のトニー・レーナルト（1906年 - 1982年）がいる。
- 1934年、短編第一作『Le Tapis moquette』を発表。
- 1934年11月の『Note sur la presse filmée（報道映画についての覚書）』など『エスプリ Esprit』誌に多数の映画コラムを書き[1]、戦後『レクラン・フランセ』誌にも参加、『A bas Ford! Vive Wyler!』などの記事でジョン・フォードやウィリアム・ワイラーらアメリカ映画を擁護した。その執筆活動から「最初の映画理論家」と呼ばれる。
- 1947年、長編第一作『最後のバカンス』を撮影、翌1948年5月24日公開。製作は「レ・フィルム・ロジェ・レーナルト（Les Films Roger Leenhardt）」。
- 1948年、『レクラン・フランセ』の執筆仲間であるバザン、アレクサンドル・アストリュックらとともに、「ヌーヴェルヴァーグのゆりかご」となった集団として知られる前衛的シネクラブ「オブジェクティフ49」の設立に参加する。会長はジャン・コクトー。
- 1951年、短編映画『ヴィクトル・ユゴー』を発表。映画監督としては、基本的に短編作家である。40本近い作品を残した。
- 1957年5月、『カイエ・デュ・シネマ』誌掲載の「フランス映画についてのディスカッション」に、バザン、ジャック・ドニオル＝ヴァルクローズ、ピエール・カスト、ジャック・リヴェット、エリック・ロメールとともに参加する[2]。
- 1961年、長編第二作『真夜中のランデブー』を撮影、翌1962年公開。プロデューサーは『二十四時間の情事』（アラン・レネ、1959年）で成功を収めたアナトール・ドーマン、製作はアルゴス・フィルム。
- 1965年、アンドレ・S・ラバルトとジャニーヌ・バザンプロデュースによるテレビドキュメンタリーシリーズ『われらの時代のシネアストたち Cinéastes de notre temps』（製作ORTF[3]）の『ロジェ・レーナルトあるいは最後のユマニスト Roger Leenhardt ou Le dernier humaniste』（ラバルト演出）に出演する。『最後のバカンス』のタイトルにちなみつつ、レーナルトを最後のユマニスト（人文主義者）と位置づけた。
- 1985年12月4日、パリで死去。死因は心臓発作。82歳。
- 彼の経営していた製作会社「レ・フィルム・ロジェ・レーナルト」（ソルボンヌ近くに現存）は、アレクサンドル・アレクセイエフらのアニメーションや、ポール・ヴェキアリ監督の短編『Les Roses de la vie』（1962年）など、短編を中心に精力的に製作した。プロデューサーとして、教育映画ドキュメンタリー短編映画製作者組合（Syndicat des Producteurs de Films Educatifs, Documentaires et de Courts Métrages）の副会長を務めた。

## フィルモグラフィ

### 監督
- Le Tapis moquette 1934年
- 映画の誕生 Naissance du cinéma 1946年
- 最後のバカンス Les Dernières vacances 1947年(長編)
- ヴィクトル・ユゴー Victor Hugo 1951年
- われらの血 Notre sang 1953年
- La Fugue de Mahmoud 1955年
- Daumier 1958年
- 真夜中のランデブー Le Rendez-vous de minuit 1961年(長編)
- ポール・ヴァレリー Paul Valéry 1961年
- 山の中の娘 Une fille dans la montagne 1964年 (TV)
- Le Beatnik et le minet 1967年
- ルノワールあるいは快楽から歓喜へ Renoir ou Du plaisir à la joie 1977年
- ピサロ Pissaro 1977年

### 出演
- 恋人のいる時間 Une Femme mariee 1964年 ジャン＝リュック・ゴダール監督
- 恋愛日記 L'Homme qui aimait les femmes 1977年 フランソワ・トリュフォー監督

## 著書
- Chroniques de cinéma ISBN 2866420373

## 註
1. ↑  『エスプリ』誌公式サイト内Le cinéma dans Espritを参照。
2. ↑  Cahiers Du Cinema: The 1950's Neo-Realism, Hollywood, New Wave (Harvard Film Studies) 英語 ISBN 0674090616
3. ↑  仏語版WikipediaOffice de radiodiffusion télévision françaiseの項を参照